# Ковиловий ботанічний заказник (Кегичівський район)
Ботанічний заказник «Ковило́вий» — об'єкт природно-заповідного фонду Харківської області, ботанічний заказник місцевого значення.
Розташований біля сіл Власівка та Козачі Майдани Берестинського району.
Загальна площа — 136,4 га.
Заказник утворений рішенням Харківської обласної ради від 17 грудня 1993 року.
Відповідальний за охорону — Власівська сільська рада.

## Опис
Заказник розташований між селами Власівка та Козачі Майдани, на схилах балкової системи, де збереглися рідкісні рослинні угруповання різнотравно-ковилових степів.
Об'єкт збереження — рідкісні та зникаючі види рослин, що занесені до Червоної книги України: ковила волосиста (Stipa capillata), сон розкритий (сон-трава) (Pulsatilla patens), лілія лісова (Lilium martagon), а також лікарські рослини: конвалія травнева (Convallaria majalis). В трав'яному покриві поширене рідкісне рослинне угруповання, що внесено до Зеленої книги України, — формація ковили волосистої.
Ґрунти — чорноземи.
Розподіл площі земель заказника за їх категоріями:
- багаторічні насадження — 11,6 га;
- пасовища — 20,9 га;
- інші сільгоспугіддя — 8,5 га;
- лісовий фонд — 95,4 га.

## Заповідний режим
Завданнями заказника є:
- збереження і відтворення залишків цінної рослинності та рослин, занесених до Червоної книги України та обласних списків рідкісних рослин;
- підтримка загального екологічного балансу та забезпечення фонового моніторингу навколишнього природного середовища.

На території забороняється:
- проведення будь-якої господарської діяльності, яка може завдати шкоди заповідному об'єкту та порушити екологічну рівновагу;
- самочинна зміна меж, зміна охоронного режиму;
- знищення та пошкодження окремих дерев, чагарників, трав'янистої рослинності;
- будь-яке порушення ґрунтового покриву, видобування корисних копалин, будівництво, геологорозвідування, розорювання земель, забруднення території;
- знищення та зміна видового складу рослинності;
- заготівля лікарських рослин та технічної сировини;
- збір рідкісних та занесених до Червоної книги України видів рослин, їх квітів і плодів;
- використання хімічних речовин для боротьби зі шкідниками та хворобами рослин;
- зберігання на території заказника всіх видів пестицидів та агрохімікатів;
- знищення та відлов всіх видів тварин, розорення гнізд, нір;
- організація місць відпочинку, розведення вогнищ;
- проїзд автотранспорту через територію заказника поза межами доріг;
- надання земельних ділянок під забудову;
- інші види робіт, що можуть привести до порушення природних зв'язків та природних процесів, втрати наукової, господарської, естетичної цінності природного комплексу заказника.

Дозволяється на території заказника:
- систематичні спостереження за станом природного комплексу;
- проведення комплексних досліджень;
- проведення екологічної освітньо-виховної роботи.

Всі види природокористування на території заказника здійснюються за дозволами Державного управління екології та природних ресурсів в Харківській області.

## Дотримання охоронного режиму
12 травня 2012 року екологічна група «Печеніги» провела рейд з метою перевірки охоронного режиму у заказнику. Було виявлено, що територія заказника постраждала внаслідок викопування труб задля металобрухту (загальна довжина копанок більше кілометра). При обстеженні заказника 23 травня працівниками Державної екоінспекції з невідомих причин було проігноровано наявність декількох копанок. Під час повторної перевірки через півроку після попередньої громадськими активістами виявлені нові пошкодження ґрунтового покрову, а приписи Державній екологічній інспекції стосовно встановлення інформаційних аншлагів виконано так і не було.
Основною проблемою є підпали території резервату. Переважна частка усіх пожеж на заповідній території спровокована антропогенним чинником, але переважно залишається без відповідальності зі сторони порушників. Влітку 2012 року масштабна пожежа знищила понад 1,5 га рідкісної рослинності ботанічного заказника «Ковиловий».